# Polypodium californicum
El polipodio de California (Polypodium californicum) es una especie de helecho de la familia Polypodiaceae. 

## Descripción
Este helecho epífito perennifolio es nativo de California y crece en camas de roca en suelo rico en humus. Las frondes, que brotan de unos rizomas rastreros bajos, alcanzan alturas de 30 cm y están profundamente hendidas. Este helecho se cultiva en grietas rocosas llenas de humus y agua durante las épocas secas.

## Taxonomía
Polypodium californicum fue descrita por Georg Friedrich Kaulfuss y publicado en Enumeratio Filicum 102. 1824.